# Піонтковський Андрій Андрійович (юрист)
Піонтковський Андрій Андрійович (8 серпня 1898 — 9 листопада 1973) — радянський юрист, заслужений діяч науки РРФСР (1943), член-кореспондент АН СРСР (1968).
Син вченого-криміналіста Андрія Антоновича Піонтковського, батько політолога Андрія Піонтковського.
Фахівець в галузі кримінального права, загальної теорії права, філософії та методології юридичної науки. Доктор юридичних наук, професор, віцепрезидент Міжнародної асоціації кримінального права, почесний доктор Варшавського університету.